# Leichtathletik-Länderkampf der Männer 1984 Griechenland – BR Deutschland B – Bulgarien – Ungarn
| 15. Leichtathletik-Länderkampf mit bundesdeutscher Beteiligung 1984              | 15. Leichtathletik-Länderkampf mit bundesdeutscher Beteiligung 1984 |
| -------------------------------------------------------------------------------- | ------------------------------------------------------------------- |
|                                                                                  |                                                                     |
| Ländervergleich der Männer: Griechenland – BR Deutschland B – Bulgarien – Ungarn |                                                                     |
| Austragungsort                                                                   | Athen                                                               |
| Wettbewerbe                                                                      | 20                                                                  |
| Datum                                                                            | 10./11. Juli                                                        |
| 1. BGR 2. HUN 3. FRG B 4. GRC                                                    | 211 P 203 P 153 P 145 P                                             |
| Chronik                                                                          |                                                                     |
| ← SUI-FRG-FRA-ITA-NLD 00Str'lauf (F)                                             | ITA-FRG B (M) →                                                     |

Der Vergleich Nummer fünfzehn des Länderkampfjahres 1984 war ein Vierländerkampf der Männer mit dem allgemeinen leichtathletischen Programm zwischen Griechenland, einer bundesdeutschen B-Mannschaft, Bulgarien und Ungarn. Gastgeber am 10./11. Juli war die griechische Hauptstadt Athen. In dieser Form waren die vier Nationen noch nicht gegeneinander angetreten.

## Modus
Auf dem Programm standen die bei Männerländerkämpfen üblichen zwanzig Wettbewerbe. Auch die Rennen über 5000 und 10.000. Meter wurden über die jeweils volle Länge ausgetragen. Aus dem olympischen Wettbewerbskatalog fehlten nur der Marathonlauf, die beiden Gehdisziplinen sowie der Zehnkampf. Es starteten zwei Teilnehmer je Land und Wettbewerb. Gewertet wurde in den Einzelläufen nach folgendem System: Für Platz eins gab es neun Punkte, für Platz zwei sieben Punkte, für Platz drei sechs, für Platz vier fünf Punkte usw. Die Staffeln wurden mit zehn zu sieben zu vier zu zwei gewertet.

## Ergebnis
In den Einzelläufen erzielte Ungarn vier Disziplinerfolge, Griechenland drei, Bulgarien zwei und die Bundesrepublik kam auf einen Sieg. Von den beiden Staffeln ging eine an Bulgarien, die andere an die Bundesrepublik. Zweimal lag Bulgarien bei den Sprüngen vorn, Griechenland und Ungarn je einmal. Auch im Bereich Wurf/Stoß war Bulgarien mit drei Disziplinerfolgen am stärksten. Den verbleibenden Wettbewerb sicherte sich Ungarn. Die mit einer Zweitauswahl angetretene bundesdeutsche Mannschaft erwies sich in der Gesamtabrechnung gegenüber Bulgarien und Ungarn deutlich unterlegen. In der Länderkampfwertung setzte sich Bulgarien durch mit 211 Punkten vor Ungarn mit 203 Punkten. Dahinter kam die B-Auswahl der Bundesrepublik Deutschland mit 153 Punkten auf den dritten Platz. Nur knapp zurück belegte Griechenland mit 145 Punkten den vierten und letzten Platz.

## Legende
Kurze Übersicht zur Bedeutung der Symbolik – so üblicherweise auch in sonstigen Veröffentlichungen verwendet:
| k. A. | keine Angabe |

## Resultate

### 100 m
| Platz | Athlet             | Land | Zeit (s) |
| ----- | ------------------ | ---- | -------- |
| 1     | Attila Kovács      | HUN  | 10,43    |
| 2     | Walentin Atanassow | BGR  | 10,44    |
| 3     | Kasimir Sarbakow   | BGR  | 10,65    |
| 4     | Ferenc Kiss        | HUN  | 10,65    |
| 5     | Peter Klein        | FRG  | 10,66    |
| 6     | Kosmas Stratos     | GRC  | 10,69    |
| 7     | Fritz Heer         | FRG  | 10,69    |
| 8     | Theodoros Gatzios  | GRC  | 10,73    |

Datum: 10. Juli

### 200 m
| Platz | Athlet             | Land | Zeit (s) |
| ----- | ------------------ | ---- | -------- |
| 1     | Attila Kovács      | HUN  | 20,95    |
| 2     | László Babály      | HUN  | 21,18    |
| 3     | Achim Piasetzki    | FRG  | 21,23    |
| 4     | Walentin Atanassow | BGR  | 21,28    |
| 5     | Nikolai Markow     | BGR  | 21,35    |
| 6     | Theodoros Gatzios  | GRC  | 21,36    |
| 7     | Gerhard Sewald     | FRG  | 21,47    |
| 8     | Georgios Kaikis    | GRC  | 21,78    |

Datum: 11. Juli

### 400 m
| Platz | Athlet                 | Land | Zeit (s) |
| ----- | ---------------------- | ---- | -------- |
| 1     | Gusztáv Menczer        | HUN  | 46,53    |
| 2     | Athanassios Kaloyannis | GRC  | 46,81    |
| 3     | Dimiter Rangelow       | BGR  | 46,99    |
| 4     | Uwe Wegner             | FRG  | 47,19    |
| 5     | Kasimir Demirew        | BGR  | 47,27    |
| 6     | Pál Blanko             | HUN  | 47,32    |
| 7     | Willi Schmalzl         | FRG  | 47,64    |
| 8     | Andreas Linardatos     | GRC  | 47,76    |

Datum: 10. Juli

### 800 m
| Platz | Athlet              | Land | Zeit (min) |
| ----- | ------------------- | ---- | ---------- |
| 1     | Matthias Assmann    | FRG  | 1:45,83    |
| 2     | Sotirios Moutsanas  | GRC  | 1:46,86    |
| 3     | Holger Böttcher     | FRG  | 1:46,94    |
| 4     | Joszef Bereczyk     | HUN  | 1:47,19    |
| 5     | Binko Kolew         | BGR  | 1:47,40    |
| 6     | Zsolt Szabó         | HUN  | 1:48,01    |
| 7     | Boyko Trajanow      | BGR  | 1:48,68    |
| 8     | Nicolaos Tsiakoulas | GRC  | 1:48,87    |

Datum: 10. Juli

### 1500 m
| Platz | Athlet              | Land | Zeit (min) |
| ----- | ------------------- | ---- | ---------- |
| 1     | Nikolaos Tsiakoulas | GRC  | 3:42,16    |
| 2     | Béla Enekes         | HUN  | 3:43,17    |
| 3     | Sotirios Moutsanas  | GRC  | 3:43,19    |
| 4     | Attila Sulyok       | HUN  | 3:43,58    |
| 5     | Jürgen Grothe       | FRG  | 3:43,71    |
| 6     | Wolfgang Frombold   | FRG  | 3:44,82    |
| 7     | Mustafa Mustafow    | BGR  | 3:45,95    |
| 8     | Binko Kolew         | BGR  | 3:53,33    |

Datum: 11. Juli

### 5000 m
| Platz | Athlet            | Land | Zeit (min) |
| ----- | ----------------- | ---- | ---------- |
| 1     | Ewgeni Ignatow    | BGR  | 13:53,89   |
| 2     | Folios Kourtis    | GRC  | 13:53,85   |
| 3     | Emmanouil Hantzos | GRC  | 13:55,58   |
| 4     | Robert Schneider  | FRG  | 13:58,88   |
| 5     | Kurt Stenzel      | FRG  | 13:59,03   |
| 6     | Gábor Szabó       | HUN  | 14:14,70   |
| 7     | Joszef Majer      | HUN  | 14:20,05   |
| 8     | Emil Kadirow      | BGR  | 14:50,88   |

Datum: 10. Juli

### 10.000 m
| Platz | Athlet              | Land | Zeit (min) |
| ----- | ------------------- | ---- | ---------- |
| 1     | Spyros Andriopoulos | GRC  | 28:59,91   |
| 2     | Savas Koumbouras    | GRC  | 29:13,31   |
| 3     | Emil Kadirow        | BGR  | 29:20,10   |
| 4     | Attila Kozma        | HUN  | 29:37,86   |
| 5     | Christian Collisy   | FRG  | 29:39,99   |
| 6     | Günter Zahn         | FRG  | 30:09,09   |
| 7     | Rumen Mehandjiski   | BGR  | 30:15,85   |
| 8     | László Szász        | HUN  | 30:21,17   |

Datum: 11. Juli

### 110 m Hürden
| Platz | Athlet            | Land | Zeit (s) |
| ----- | ----------------- | ---- | -------- |
| 1     | Flamen Krastew    | BGR  | 13,46    |
| 2     | György Bakos      | HUN  | 13,61    |
| 3     | Nikolai Schilew   | BGR  | 13,93    |
| 4     | István Simon      | HUN  | 13,94    |
| 5     | Peter Scholz      | FRG  | 14,04    |
| 6     | Jürgen Schoch     | FRG  | 14,15    |
| 7     | Georgios Tsiandas | GRC  | 14,48    |
| 8     | Georgios Tsilis   | GRC  | 14,79    |

Datum: 10. Juli

### 400 m Hürden
| Platz | Athlet                | Land | Zeit (s) |
| ----- | --------------------- | ---- | -------- |
| 1     | Toma Tomow            | BGR  | 50,03    |
| 2     | Georgios Vamvakas     | GRC  | 50,66    |
| 3     | Sven Mikisch          | FRG  | 50,79    |
| 4     | István Simon          | HUN  | 50,80    |
| 5     | Matthias Kaulin       | FRG  | 51,08    |
| 6     | István Takacs         | HUN  | 51,38    |
| 7     | Bojtsar Konstantinow  | BGR  | 51,57    |
| 8     | Athanasios Kaloyannis | GRC  | 51,92    |

Datum: 11. Juli

### 3000 m Hindernis
| Platz | Athlet              | Land | Zeit (min) |
| ----- | ------------------- | ---- | ---------- |
| 1     | Gábor Marko         | HUN  | 8:31,53    |
| 2     | Panayot Kashanov    | BGR  | 8:33,62    |
| 3     | Gyula Balogh        | HUN  | 8:45,70    |
| 4     | Kyriakos Moutesidis | GRC  | 8:47,75    |
| 5     | Vassilios Koltsidas | GRC  | 8:48,00    |
| 6     | Svetlin Strashilow  | BGR  | 8:49,96    |
| 7     | Carlo Seck          | FRG  | 8:50,19    |
| 8     | Andreas Pichler     | FRG  | 8:50,37    |

Datum: 11. Juli

### 4 × 100 m Staffel
| Platz | Besetzung      | Land                                                | Zeit (s) |
| ----- | -------------- | --------------------------------------------------- | -------- |
| 1     | BR Deutschland | Fritz Heer Werner Zaske Peter Klein Achim Piasetzki | 39,31    |
| 2     | Ungarn         |                                                     | 39,42    |
| 3     | Bulgarien      |                                                     | 39,67    |
| 4     | Griechenland   |                                                     | 40,01    |

Datum: 10. Juli

### 4 × 400 m Staffel
| Platz | Besetzung      | Land                                                      | Zeit (min) |
| ----- | -------------- | --------------------------------------------------------- | ---------- |
| 1     | Bulgarien      |                                                           | 3:05,18    |
| 2     | Ungarn         |                                                           | 3:05,48    |
| 3     | BR Deutschland | Jürgen Gruber Uwe Wegner Wolfgang Schierer Edgar Nakladal | 3:08,18    |
| 4     | Griechenland   |                                                           | 3:09,17    |

Datum: 11. Juli

### Hochsprung
| Platz | Athlet               | Land | Höhe (m) |
| ----- | -------------------- | ---- | -------- |
| 1     | Andre Schneider-Laub | FRG  | 2,24     |
| 2     | Dimitros Kattis      | GRC  | 2,21     |
| 3     | Georgi Gadjew        | BGR  | 2,21     |
| 4     | Michael Minoudis     | GRC  | 2,21     |
| 5     | Gyula Németh         | HUN  | 2,21     |
| 6     | István Gibicsár      | HUN  | 2,18     |
| 7     | Peew Evgueni         | BGR  | 2,18     |
| 8     | Volker Wieland       | FRG  | 2,05     |

Datum: 10. Juli

### Stabhochsprung
| Platz | Athlet           | Land | Höhe (m) |
| ----- | ---------------- | ---- | -------- |
| 1     | Atanas Tarew     | BGR  | 5,40     |
| 2     | Iwo Jantschew    | BGR  | 5,40     |
| 3     | Ferenc Salbert   | HUN  | 5,30     |
| 4     | Detlef de Raad   | FRG  | 5,10     |
| 5     | Gábor Molnár     | HUN  | 5,00     |
| 6     | Manfred Reichert | FRG  | 5,00     |
| 7     | loannis Kokkalis | GRC  | 4,80     |
| 8     | k. A.            | GRC  | k. A.    |

Datum: 11. Juli

### Weitsprung
| Platz | Athlet               | Land | Weite (m) |
| ----- | -------------------- | ---- | --------- |
| 1     | Atanas Zaprjanow     | BGR  | 8,03      |
| 2     | László Szalma        | HUN  | 7,96      |
| 3     | Gyula Pálóczi        | HUN  | 7,84      |
| 4     | Markus Kessler       | FRG  | 7,77      |
| 5     | Dimitrios Delifotis  | GRC  | 7,67      |
| 6     | Atanas Tschotschew   | BGR  | 7,62      |
| 7     | Uwe Palm             | FRG  | 7,46      |
| 8     | Michael Filandarakis | GRC  | 7,40      |

Datum: 11. Juli

### Dreisprung
| Platz | Athlet             | Land | Weite (m) |
| ----- | ------------------ | ---- | --------- |
| 1     | Stojtza Hiew       | BGR  | 16,76     |
| 2     | Tibor Kiss         | HUN  | 16,56     |
| 3     | Pomaschki Gueorgui | BGR  | 16,54     |
| 4     | Béla Bakosi        | HUN  | 16,24     |
| 5     | Dimitrios Michas   | GRC  | 16,06     |
| 6     | loannis Kyriazis   | GRC  | 15,95     |
| 7     | Wolfgang Knabe     | FRG  | 15,61     |
| 8     | Wolfgang Zinser    | FRG  | 15,29     |

Datum: 10. Juli

### Kugelstoßen
| Platz | Athlet                      | Land | Weite (m) |
| ----- | --------------------------- | ---- | --------- |
| 1     | Nikolai Gemijew             | BGR  | 19,67     |
| 2     | Georgi Yanew                | BGR  | 19,55     |
| 3     | László Szabó                | HUN  | 19,21     |
| 4     | Dimitrios Koutsoukis        | GRC  | 19,02     |
| 5     | Bernd Kneißler              | FRG  | 18,19     |
| 6     | Claus-Dieter Föhrenbach     | FRG  | 17,87     |
| 7     | Constantinos Georgakopoulos | GRC  | 16,33     |
| 8     | Joszef Vida                 | HUN  | 15,58     |

Datum: 10. Juli

### Diskuswurf
| Platz | Athlet                      | Land | Weite (m) |
| ----- | --------------------------- | ---- | --------- |
| 1     | Alois Hannecker             | FRG  | 63,42     |
| 2     | Georgi Tauschanski          | BGR  | 62,24     |
| 3     | Welko Welew                 | BGR  | 61,76     |
| 4     | Constantinos Georgakopoulos | GRC  | 61,54     |
| 5     | Ferenc Tégla                | HUN  | 59,68     |
| 6     | Géza Fejér                  | HUN  | 57,06     |
| 7     | Bernd Kneißler              | FRG  | 56,72     |
| 8     | Constantinos Spanidis       | GRC  | 54,26     |

Datum: 11. Juli

### Hammerwurf
| Platz | Athlet                 | Land | Weite (m) |
| ----- | ---------------------- | ---- | --------- |
| 1     | Iwan Tanew             | BGR  | 75,22     |
| 2     | Joszef Vida            | HUN  | 74,56     |
| 3     | Tibor Tanczi           | HUN  | 74,38     |
| 4     | Kleanthis lerissiotis  | GRC  | 69,90     |
| 5     | Panayotis Kremastiotis | GRC  | 69,34     |
| 6     | k. A.                  | BGR  | k. A.     |
| 7     | Reiner Schons          | FRG  | 66,30     |
| 8     | Marc Odenthal          | FRG  | 50,42     |

Datum: 11. Juli

### Speerwurf
| Platz | Athlet                 | Land | Weite (m) |
| ----- | ---------------------- | ---- | --------- |
| 1     | Andreas Temesi         | HUN  | 82,44     |
| 2     | Iwan Angelow           | BGR  | 80,32     |
| 3     | Dimitrow Raitscho      | BGR  | 79,48     |
| 4     | Peter Blank            | FRG  | 78,52     |
| 5     | Peter Schreiber        | FRG  | 75,58     |
| 6     | Tamás Biglar           | HUN  | 74,62     |
| 7     | Athanassios Peristeris | GRC  | 73,96     |
| 8     | Stylianos Anyfantakis  | GRC  | 70,56     |

Datum: 10. Juli